# Alfonso Moscoso González
Alfonso Carlos Moscoso González (Villaluenga del Rosario, Cádiz,  28 de junio de 1972) es un político español. Esta casado y es padre de dos hijos, licenciado en Derecho por la Universidad de Cádiz, desde el 29 de abril de 2019 es senador en las Cortes Generales por la provincia de Cádiz en la XV legislatura, en representación del Partido Socialista Obrero Español de Andalucía.

## Biografía
Inició su carrera política en 1999, cuando fue elegido alcalde de Villaluenga del Rosario, cargo que ocupó hasta las municipales de 2003. En 2007 regresó a la alcaldía tras obtener mayoría absoluta, y desde entonces ha sido reelegido en sucesivas convocatorias, incluida la de 2019 y la de 2023, manteniéndose en el cargo hasta la actualidad. Es el alcalde más longevo del municipio, con más de 25 años en el cargo de forma ininterrumpida.
Entre 2003 y 2007 fue presidente de la Mancomunidad de Municipios de la Sierra de Cádiz y, tras ese periodo, ocupó un escaño como diputado provincial, tras la presidencia de José Loaiza. También ha sido vicesecretario del PSOE de Cádiz y fue presidente del Parque Natural de la Sierra de Grazalema entre 2011 y 2016.
Ha presidido el Grupo de Desarrollo Rural de la Sierra de Cádiz, y ha sido vicepresidente de la Comisión General de las Comunidades Autónomas en el Senado desde los años 2020 y 2023.
Antes de ser político, trabajó como técnico financiero en la Caja de Ahorros de San Fernando.
En honor a su prolongada gestión municipal, en Villaluenga del Rosario existe la Avenida del Alcalde Alfonso Carlos Moscoso González, considerada una de las vías más importantes del municipio. En ella se encuentran instalaciones relevantes como la cuadra de caballos y la plaza de toros de la localidad. Es el único alcalde del municipio que cuenta con una calle a su honor.